# 臺中榮民總醫院
臺中榮民總醫院（簡稱臺中榮總、中榮）是一家位於臺灣臺中市西屯區台灣大道上「醫學中心」級的公立醫院，隸屬國軍退除役官兵輔導委員會，經組織改造後為三所榮民總醫院之一，下轄三所分院（原為獨立之榮民醫院）。成立於1982年，原為榮民總醫院臺中分院，後於1988年獨立為臺中榮民總醫院。院區本部鄰近東海大學，另有一獨立於院區本部之北院區，位於東大路上本部北側，設有精神醫學部、精神科門診、病房和日間照護設施。

## 歷史
- 1982年7月1日成立「榮民總醫院臺中分院」。
- 1985年9月1日，埔里榮民醫院梨山分院改隸本院，更名為榮民總醫院臺中分院梨山醫療中心（後裁撤，轉為和平鄉梨山衛生所管理）。
- 1988年7月11日，改制升格為「行政院國軍退除役官兵輔導委員會臺中榮民總醫院」。
- 2008年7月16日，嘉義榮民醫院、灣橋榮民醫院改制為中榮分院，分別更名為臺中榮民總醫院嘉義分院、臺中榮民總醫院灣橋分院。
- 2012年1月1日，埔里榮民醫院改為臺中榮民總醫院埔里分院。
- 2013年11月，國軍退除役官兵輔導委員會組織調整，全銜院名改為「臺中榮民總醫院」。

## 歷任院長
| 任次 | 姓名                   | 任期                         |
| ---- | ---------------------- | ---------------------------- |
| 1    | 羅光瑞                 | 1980年11月1日－1988年4月16日 |
| 2    | 彭芳谷（上校退伍）     | 1988年4月16日－1994年4月16日 |
| 3    | 楊大中                 | 1994年4月16日－1996年7月16日 |
| 4    | 趙秀雄                 | 1996年7月16日－2001年1月16日 |
| 5    | 邵克勇                 | 2001年1月16日－2006年3月15日 |
| 6    | 王丹江（陸軍少將退伍） | 2006年3月16日－2009年7月15日 |
| 7    | 雷永耀                 | 2009年7月16日－2012年7月15日 |
| 8    | 李三剛                 | 2012年7月16日－2015年1月16日 |
| 9    | 許惠恒                 | 2015年1月16日－2021年1月15日 |
| 10   | 陳適安                 | 2021年1月16日－2025年1月15日 |
| 11   | 傅雲慶                 | 2025年1月16日－              |

## 組織

### 行政單位
行政
- 醫務企管部 
  - 數位院史館
  - 中榮病友會專區
- 總務室 
  - 出納組
  - 文書組
  - 事務組
  - 駐警小隊
- 工務室 
  - 設計施工組
  - 醫學工程組
  - 修護保養組
  - 公用設備組
- 資訊室 
  - 應用發展組
  - 系統發展組(任編)
  - 臨床資訊組(任編)
  - 同意書簽署數位化推動專區
- 職業安全衛生室
- 補給室 
  - 採購組
  - 配發組
  - 資材組
- 社會工作室 
  - 輔導組
  - 社會工作組
  - 公共關係組
  - 榮中幼兒園
  - 志願服務工作隊
- 人事室 
  - 資料組
  - 考核組
  - 任免組
  - 退休員工服務網
- 主計室 
  - 歲計組
  - 稽核組
  - 會計組
  - 成本組
- 政風室 
  - 防護組
  - 政風組

### 醫療部門
| 內科部 - 胃腸肝膽科 - 胸腔內科 - 腎臟科 - 過敏免疫風濕科 - 血液腫瘤科 - 感染科 - 內分泌新陳代謝科 - 呼吸治療科 - 一般內科 任務編組 - 糖尿病健康促進機構 - 整合性癌症中心 - 肝病中心 - 腦中風中心 外科部 - 一般外科 - 胸腔外科 - 大腸直腸外科 - 泌尿外科 - 兒童外科 - 整形外科移植外科 - 乳房腫瘤外科 任務編組 - 營養醫療組 - 器官勸募中心 - 攝護腺疾病防治中心 - 外科臨床技能中心 - 一般醫學外科 協同科別 - 心臟外科 - 血管外科 - 重症加護外科 婦女醫學部 - 遺傳優生學科 - 生殖內分泌不孕科 - 婦科 - 高危險妊娠暨產科 任務編組 - 婦癌科 - 婦女泌尿專科 兒童醫學中心 - 一般兒科 - 兒童血液腫瘤科 - 新生兒科 - 兒童肝膽胃腸科 - 兒童免疫腎臟科 - 兒童感染科 - 兒童急重症科 - 兒童心臟科 - 兒童代謝內分泌科 - 兒童遺傳科 - 兒童神經科 - 新生兒加護中心 - 兒童急診科 家庭醫學部 - 家庭醫學科 - 社區醫學科 - 安寧緩和醫學科 - 健康管理科 | 口腔醫學部 - 一般牙科 - 口腔顎面外科 - 兒童牙科 - 齒顎矯正科 - 牙髓病科 - 牙周病科 - 膺復牙科 - 植牙科 眼科部 - 一般眼科 - 眼肌神經科 - 青光眼科 - 視網膜科 神經醫學中心 - 一般神經科 - 癲癇科 - 神經肌病科 - 腦腫瘤神經外科 - 功能性神經外科 - 介入性腦血管外科 - 微創性神經外科 放射線部 - 神經放射科 - 介入性診療放射科 - 呼吸循環放射科 - 腹部影像醫學科 - 骨骼關節放射科 - 兒童暨急診放射科 - 超音波科 病理檢驗部 - 外科病理科 - 一般病理科 - 細胞病理科 - 分子病理科 - 一般檢驗科 - 生物化學科 - 微生物科 - 輸血醫學科 急診部 - 急診醫學科 - 臨床毒物科 - 外傷醫學科 - 職業醫學科 藥學部 - 調劑科 - 臨床藥學科 護理部 骨科部 - 關節重建科 - 脊椎外科 - 骨折創傷科 - 骨病科 - 運動醫學科 精神部 - 一般醫學科 - 老年精神科 - 兒童青少年精神科 | 耳鼻喉頭頸部 - 耳科 - 鼻科 - 喉頭頸科 麻醉部 - 心臟胸腔麻醉科 - 婦幼麻醉科 - 一般麻醉科 - 疼痛科 放射腫瘤部 - 一般放射腫瘤科 - 特殊放射腫瘤科 重症醫學部 - 重症加護內科 - 重症加護外科 - 麻醉重症加護科 心臟血管中心 - 心臟外科 - 一般心臟醫學科 - 心臟衰竭科 - 心臟電氣生理科 - 介入性心臟血管科 - 血管外科 | 獨立科 - 復健科 - 皮膚科 - 核醫科 - 傳統醫學科 - 營養室 醫務企管部 - 醫療事務組 - 病歷管理組 - 醫療費用組 - 績效管理組 - 醫務企劃組 醫療中心 - 高齡醫學中心 - 品質管理中心 - 感染管制中心 - 遺傳諮詢中心 - 罕病暨血友病中心 - 兒童發展聯合評估中心 - 日照中心 |

### 管理（委員）會
| 醫療類 - 醫學倫理委員會 - 癌症醫療品質委員會 - 輻射防護管理委員會 - 人體研究倫理審查委員會 - 手術室管理會 - 重症醫學醫療管理會 - 母嬰親善推動管理會 - 生物安全委員會 - 安寧療護委員會 - 社區健康服務推廣管理會 - 急診品質管制管理會 - 感染管制管理會（限院內瀏覽） - 移植醫學管理委員會 - 輸血品質管理會 - 醫學檢驗品質管理會 - 中區聯合藥事管理會 - 藥事管理會(合併麻醉藥品管理委會) - 中藥藥事管理會 - 健康管理中心管理會 - 專科護理師培育計畫暨執業規範管理會 - 醫療品質暨病人安全管理會 - 個案管理護理師管理會 - 長照全人整合管理委員會 - 分級醫療管理會 | 行政類 - 甄審委員會 - 考績委員會 - 職業安全衛生委員會 - 勞工退休準備金監督委員會 - 國內外進修甄審會 - 業務委託民間辦理推動專案小組 - 性騷擾及性侵害防治申訴處理小組 - 病歷管理會暨電子病歷推動管理會 - 績效獎金管理會 - 資訊整合管理會 - 醫療糾紛處理暨互助金管理會 - 醫療設備採購審查會暨醫療器材管理會 - 自費處置暨特材定價審定管理會 - 榮民醫療體系中部區域管理會 - 危機管理委員會 | 教研類 - 產官學合作研究發展管理會 - 圖書館管理會 - 醫學研究管理會 - 醫學教育委員會 | 護理類 - 護理品質促進管理會 - 護理人力發展管理會 - 護理福利管理會 |

### 任務編組
| - 營養醫療組 - 遺傳諮詢中心 - 實驗外科 - 實證決策管理委員會 - 整合性癌症中心 - 整合癌症資源中心 - 外科臨床技能中心 - 一般醫學內科(限院內閱覽) - 臨床研究受試者保護中心 | - 一般醫學外科(限院內瀏覽) - 結核病管理小組(限院內閱覽) - 醫學倫理與法律中心 - 中榮技術移轉中心 - 災難醫學科 - 國際醫療中心 - 幹細胞醫學研究中心 - 攝護腺疾病防治中心 - 幹細胞醫學研究中心 - 臨床試驗中心 | - 臨床前動物實驗中心 - 消化系內視鏡診斷治療中心 - 肝病防治中心 - 臨床資訊研究發展中心 - 罕病暨血友病中心 - 臨床醫學實驗及病理診斷中心 - 腦中風中心 - 婦癌科 |

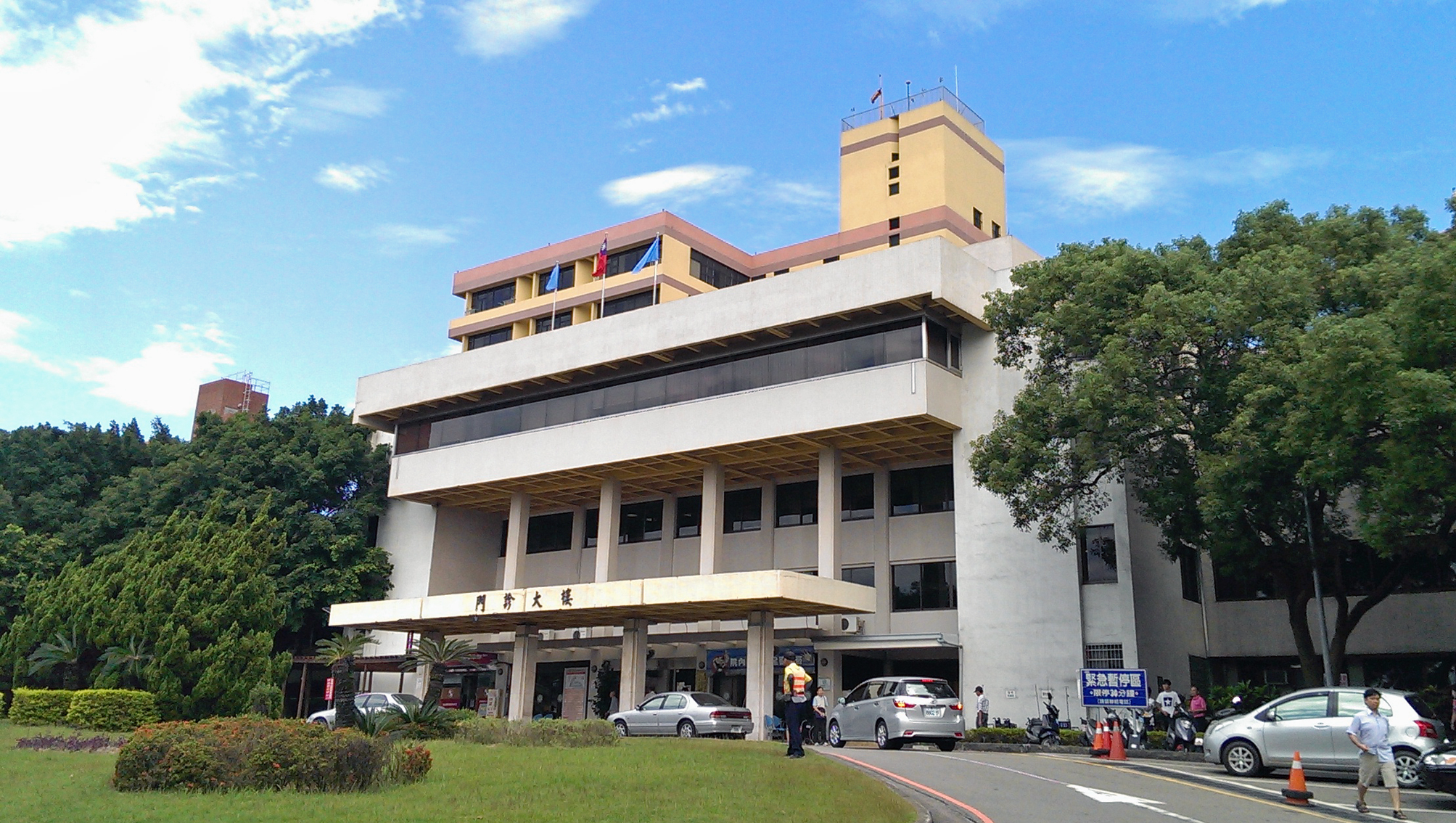
舊門診大樓入口
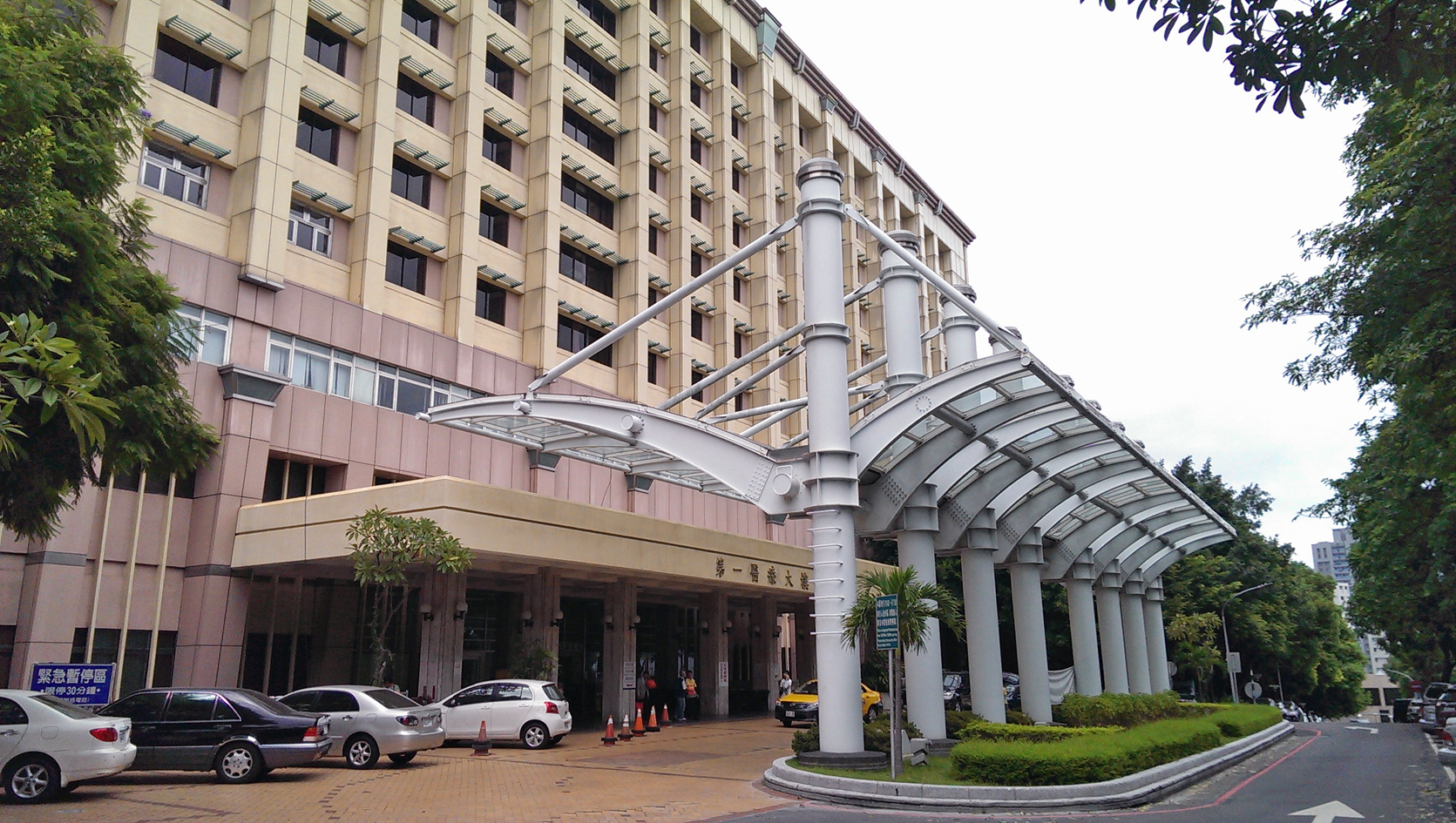
第一醫療大樓
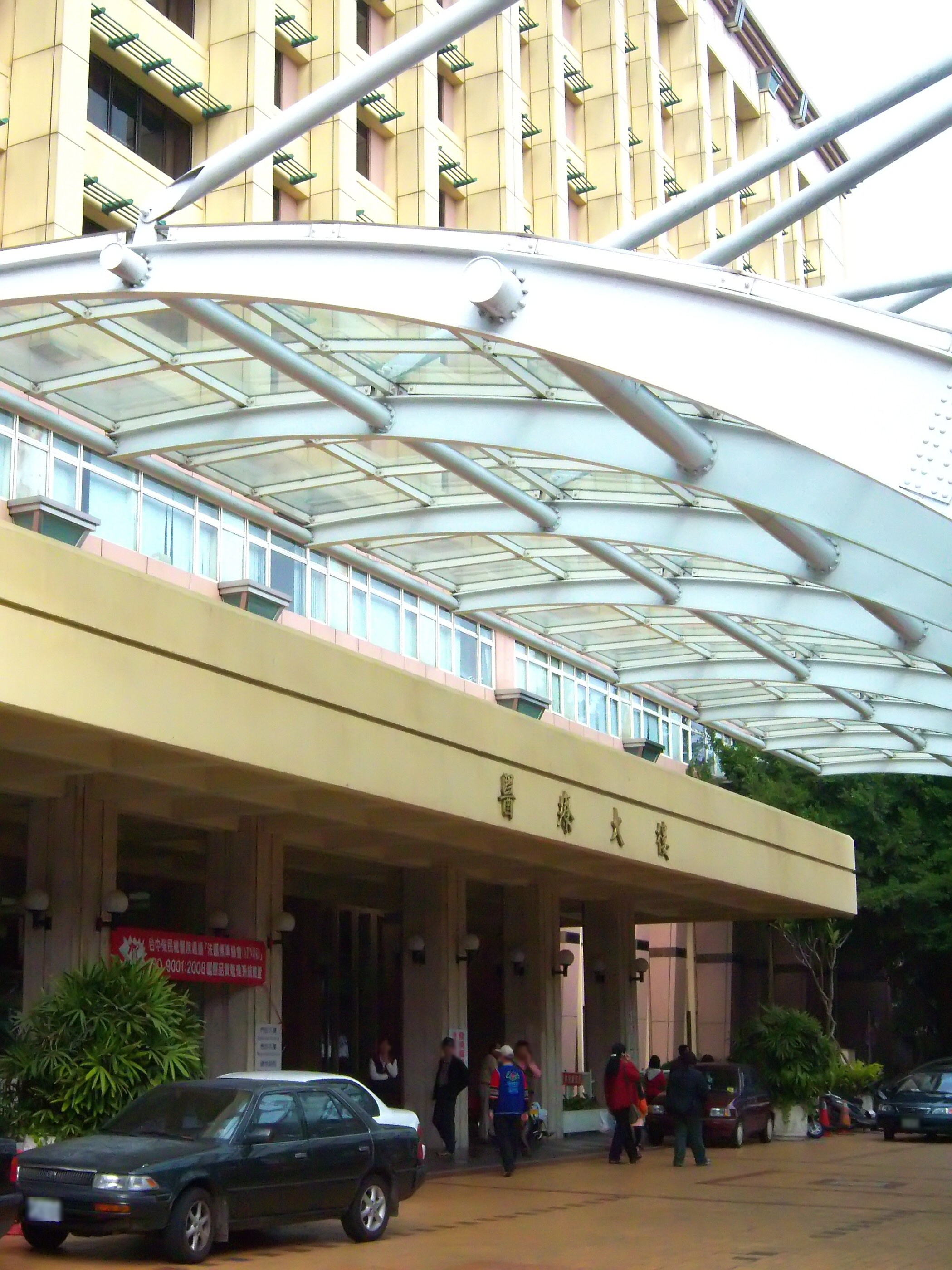
第一醫療大樓
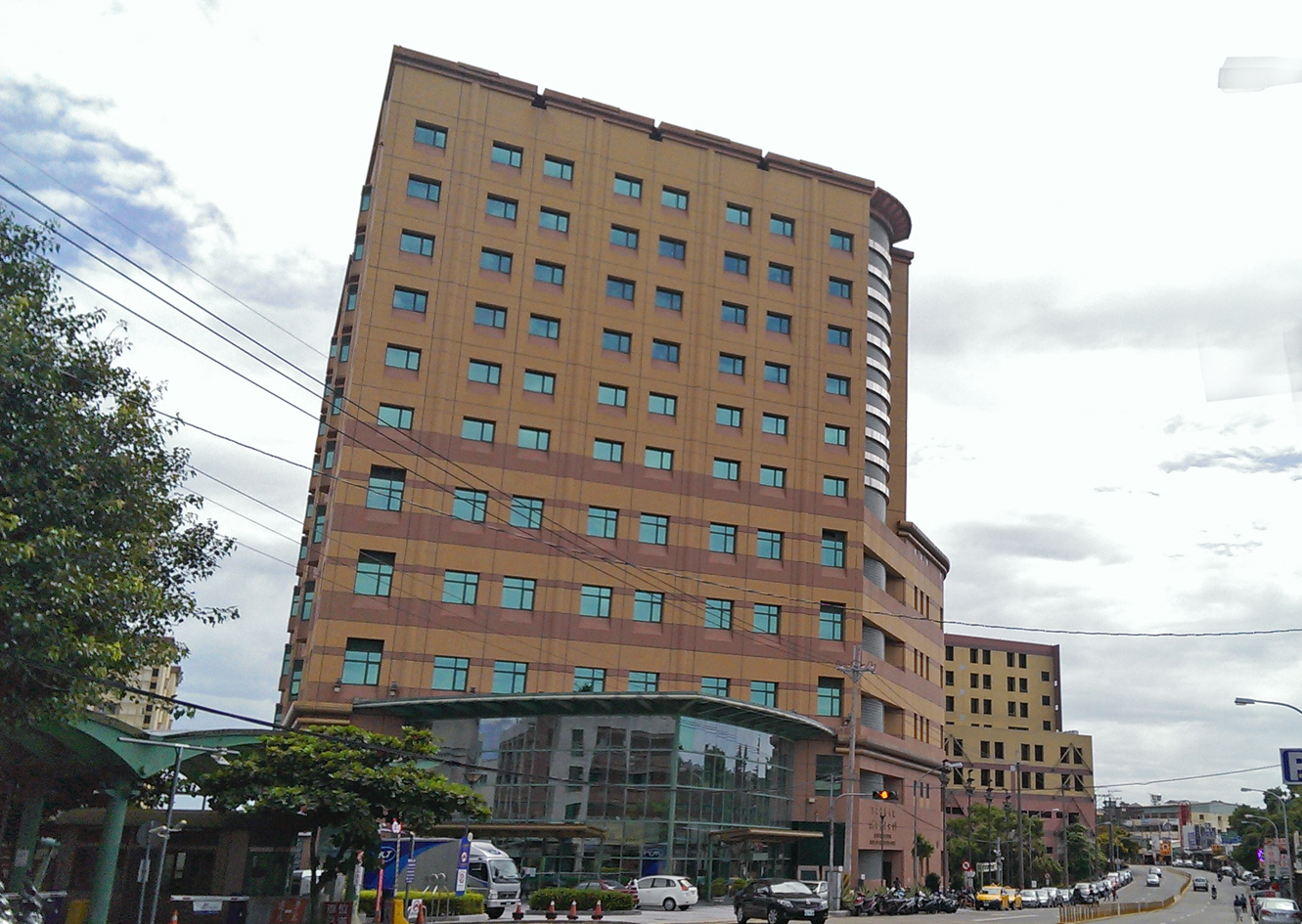
第二醫療大樓
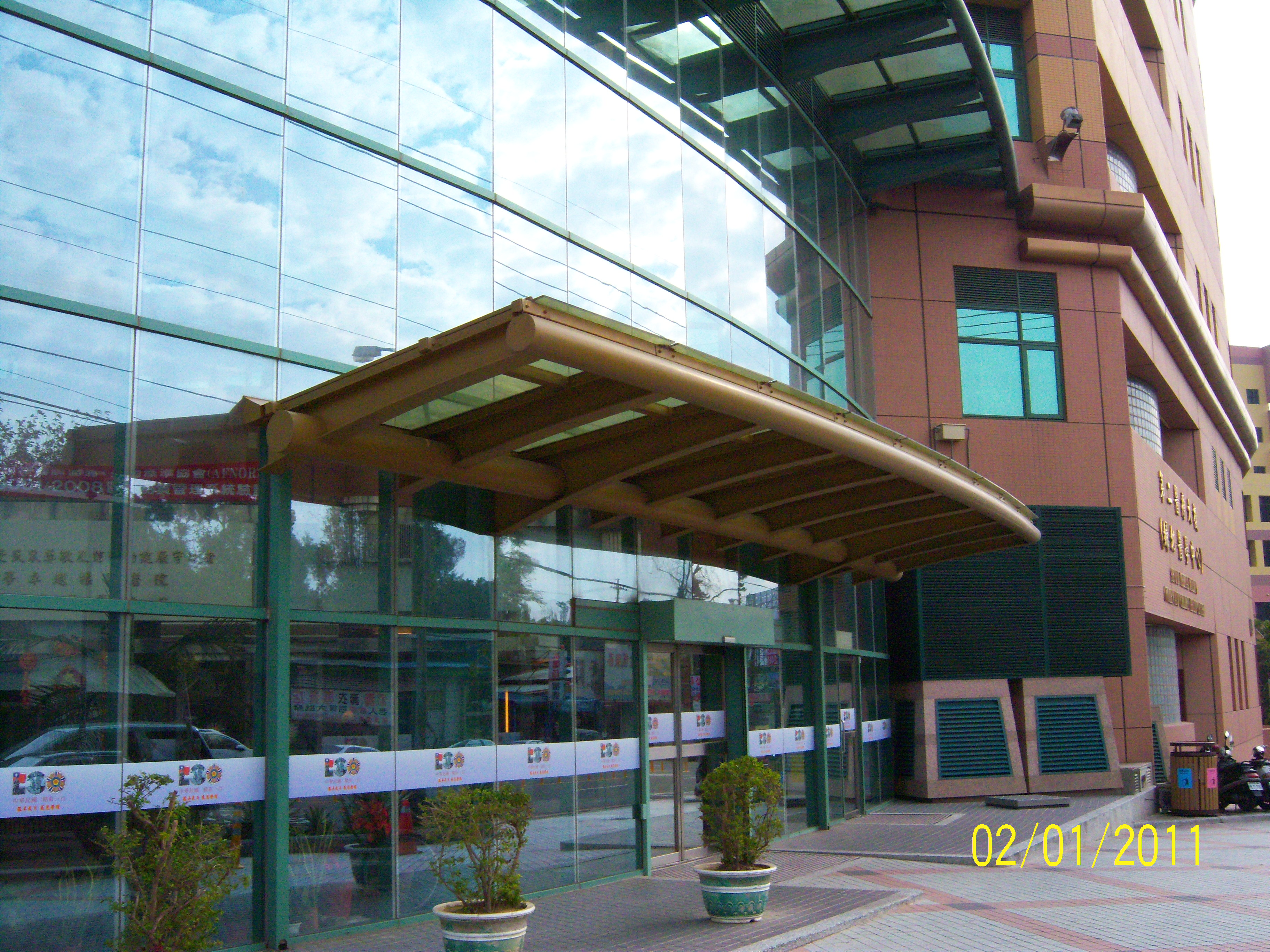
第二醫療大樓
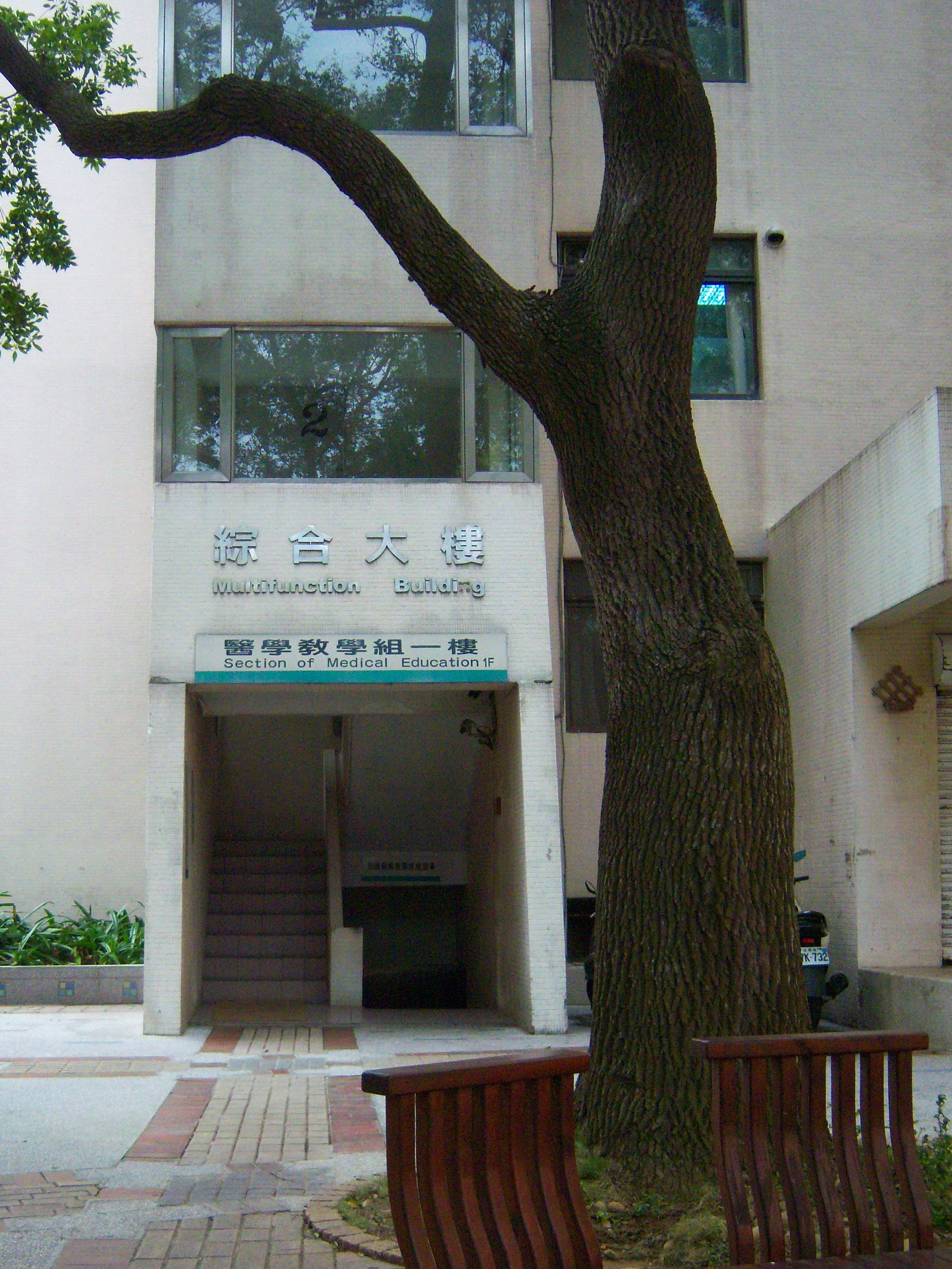
綜合大樓
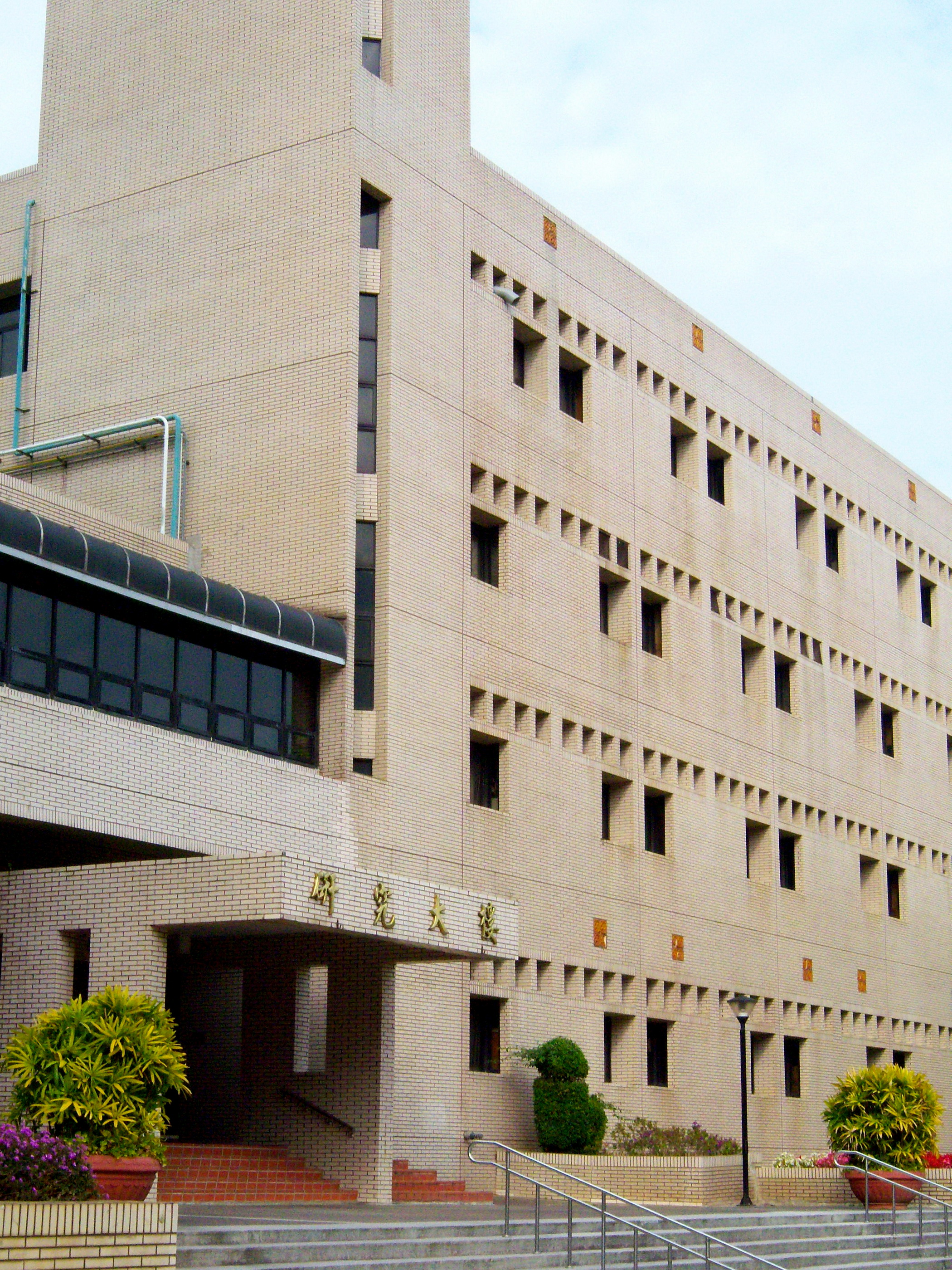
研究大樓
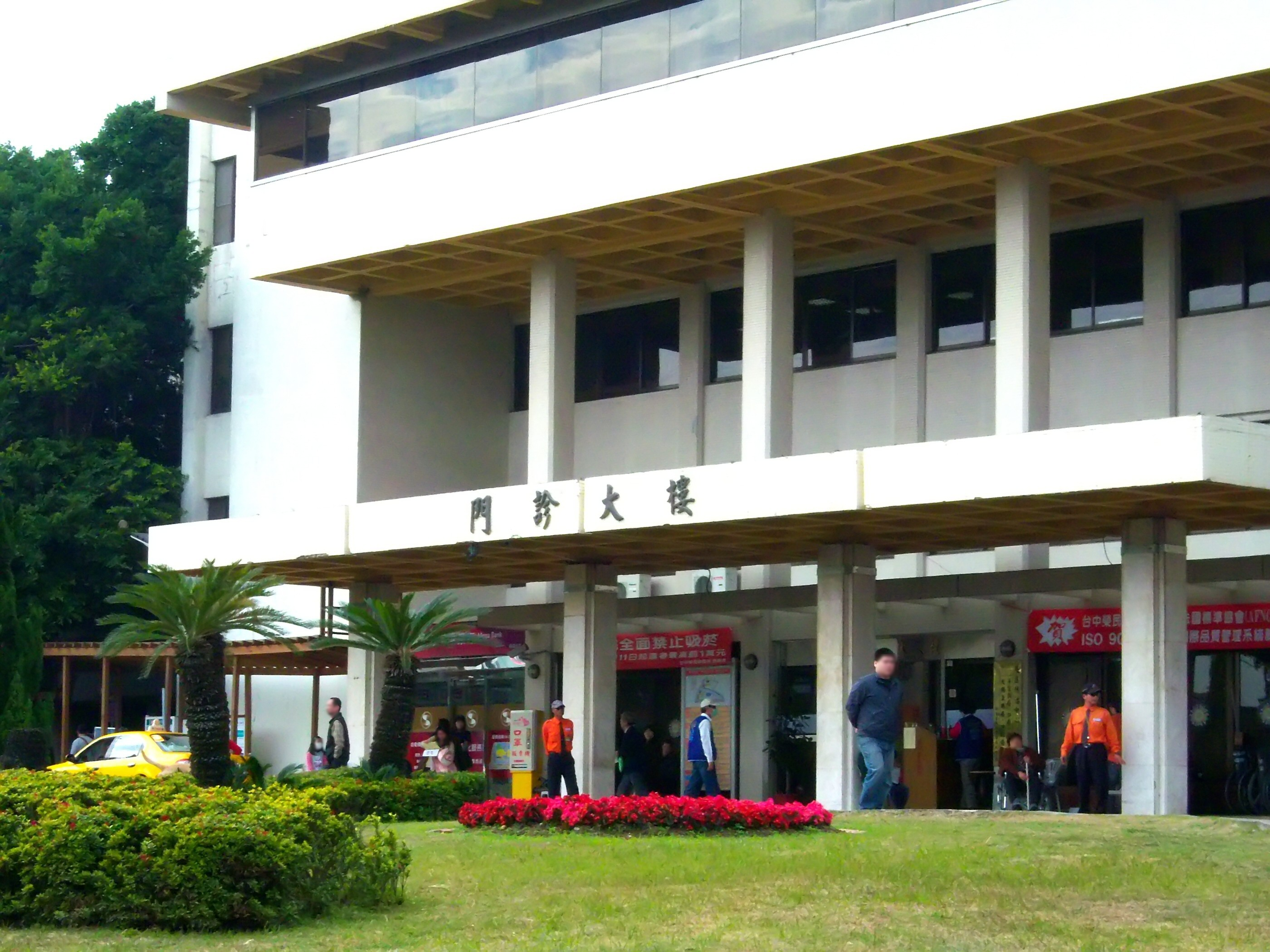
門診大樓
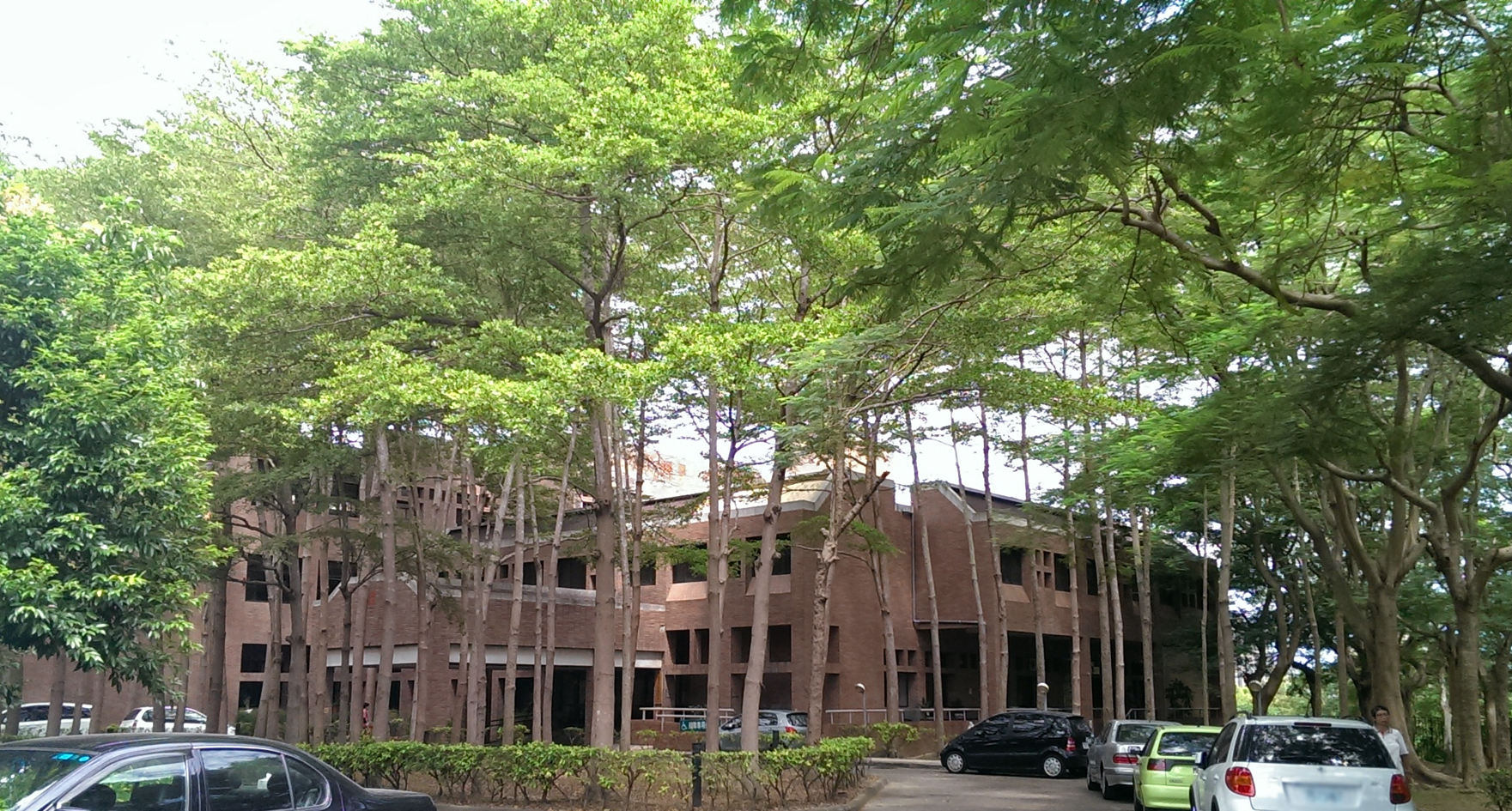
精神部院區
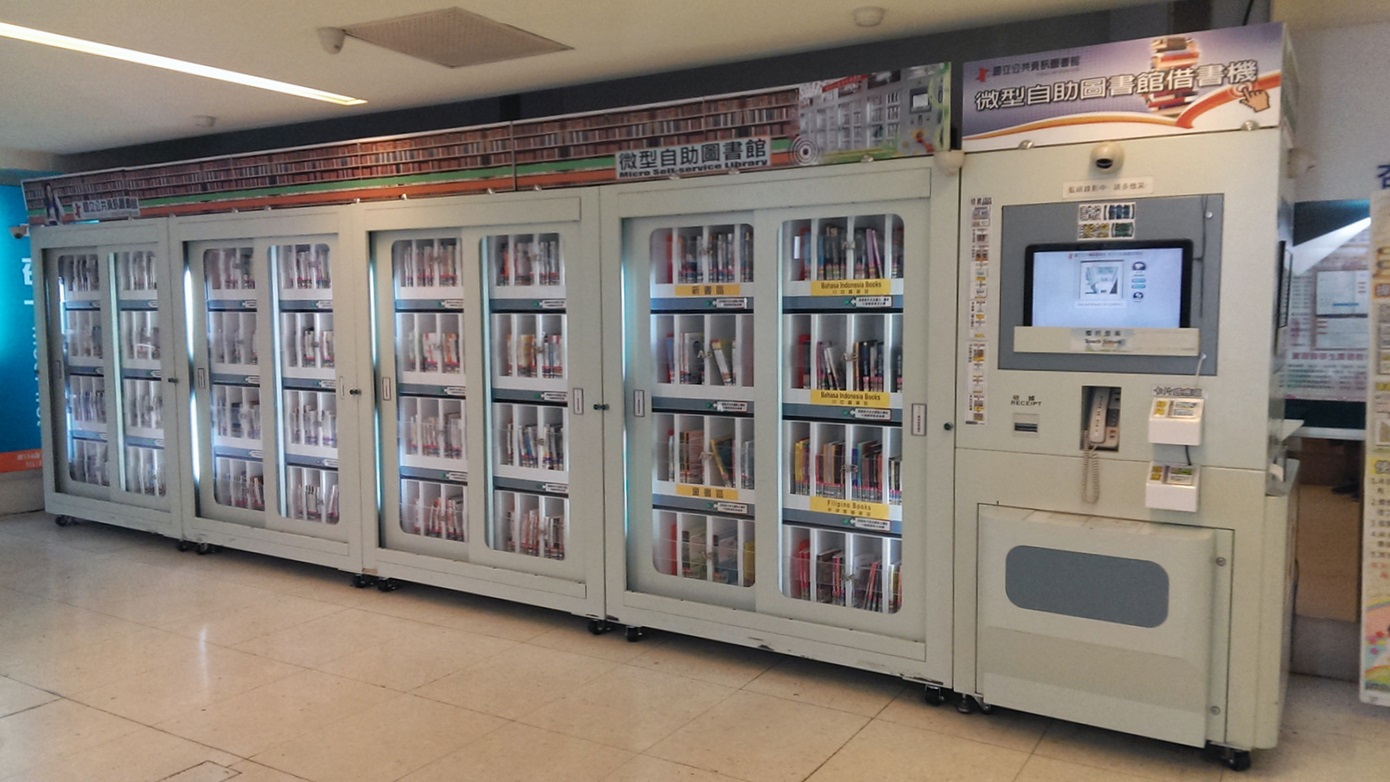
國立公共資訊圖書館臺中榮總微型圖書館
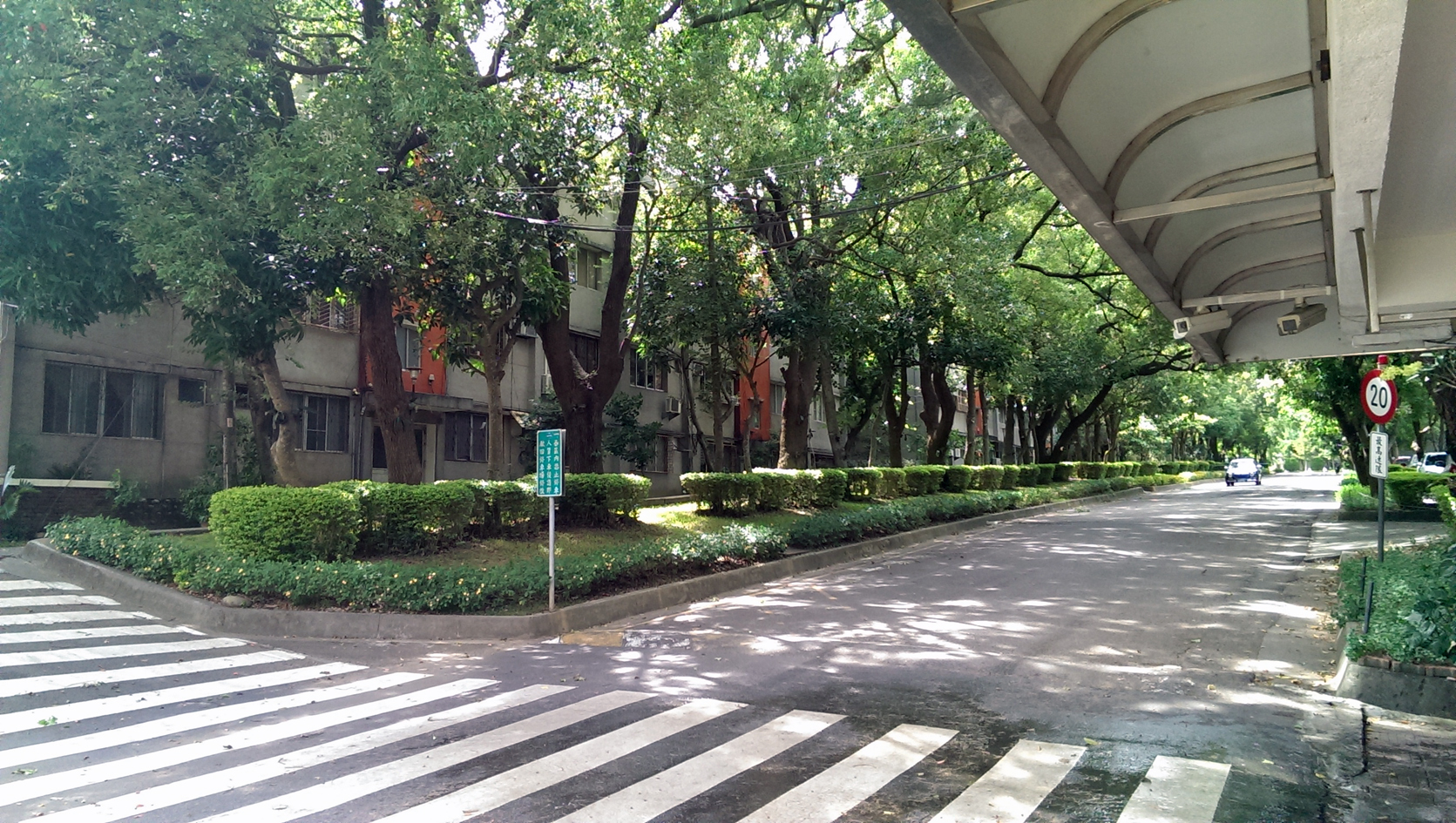
員工宿舍區 - 中榮新村

### 分院

#### 嘉義分院
地址為嘉義市西區世賢路二段600號，1959年改為「嘉義榮民醫院」（下設仙草、灣橋、鹿滿、田中四分院），2010年成為臺中榮民總醫院嘉義分院。

#### 灣橋分院
地址為嘉義縣竹崎鄉灣橋村石麻園38號，1966年獨立為「灣橋榮民療養院」，2011年成為臺中榮民總醫院灣橋分院。另有鹿滿院區。

#### 埔里分院
地址為南投縣埔里鎮榮光路1號，1958年成立「台灣埔里榮民醫院」。1969年7月於台中市開設梨山分院，1985年梨山分院改為榮民總醫院台中分院梨山醫療中心。2012年1月1日成為臺中榮民總醫院埔里分院。

## 學術合作
- 國防醫學院
- 中山醫學大學
- 國立陽明交通大學
- 國立中興大學
- 國立彰化師範大學

## 週邊環境
- 中部科學園區臺中基地
- 台中產業園區
- 東海大學
- 台中都會公園
- 東海商圈
- 中科商圈

## 外部連結
- 官方网站
- 臺中榮民總醫院的Facebook專頁
- YouTube上的臺中榮民總醫院頻道